# Iosua (carte)
Cartea lui Iosua (în limba ebraică ספר יהושע, "Sefer Iehoșua"; în LXX, Ἰησοῦς, "Isus" adică Isus Navi sau Iosua Navi), este a șasea carte în Tanakh și în Vechiul Testament. În cadrul celui dintâi, este prima carte din seria Profeților dintâi (sau Primii profeți), din diviziunea Neviim. În Vechiul Testament, este prima din seria așa-numitelor "cărți istorice". Cartea descrie cucerirea și împărțirea Canaanului de către prima generație de israeliți după exod, sub conducerea lui Iosua.
Mulți savanți interpretează cartea lui Iosua ca referindu-se la ceea ce ar fi considerat astăzi genocid. Alți savanți au răspuns că termenul „genocid” este un anacronism.

## Compoziție
Tradiția iudaică îi atribuie scrierea cărții lui Iosua. Conform cercetărilor lui Martin Noth, cartea este prima din cele patru ale Istoriei deuteronomiste, editorul ei final fiind cunoscut ca Deuteronomistul (Dtr). Printre sursele folosite de acesta s-ar putea afla J și E combinate.

## Date arheologice
Lester L. Grabbe afirmă că pe vremea când studia pentru doctorat (cu mai bine de trei decenii în urma anului 2007), „istoricitatea substanțială” a povestirilor Bibliei despre patriarhi și despre cucerirea Canaanului era acceptată pe larg, dar în zilele noastre cu greu se mai poate găsi un istoric care să mai creadă în ea.
Conform Ann E. Killebrew (2005), „Cei mai mulți cercetători de azi acceptă faptul că majoritatea poveștilor despre cuceriri din Cartea lui Iosua sunt lipsite de realitate istorică”. În 2020 ea scria că, în timp ce descoperirile arheologice de la Hazor și altarul de la Muntele Ebal și câteva elemente literare sugerează că Cartea lui Iosua ar putea păstra unele amintiri reale ale istoriei timpurii a Israelului în Canaan, „există un consens că oricare ar fi sursele ei, indiferent de relatarea orală sau scrisă, povestirea cuceririi Canaanului este problematică din punct de vedere istoric și ar trebui tratată cu prudență.”
Datarea efectuată de Kathleen Kenyon, conform căreia Ierihonul nu era locuit în timpul invaziei lui Iosua Navi, este acceptată consensual de arheologi.
(Desigur, asta, pentru unii, a făcut poveștile Bibliei și mai miraculoase decât erau—Iosua a distrus un oraș care nici măcar nu exista!)— William G. Dever, Recent Archeological Discoveries and Biblical Research

În 2005, Pierre de Miroschedji a publicat un articol în revista La Recherche. El scria: 
În general, niciun arheolog serios nu mai crede în ziua de azi că evenimentele povestite în Cartea lui Iosua ar avea vreo bază istorică reală. Prospecțiunile arheologice, în special la începutul anilor 1990, au dezvăluit că a israeliților cultură a apărut pe dealurile din centrul țării, drept continuare a culturii cannaanite a epocii anterioare.
 El subliniază că nimic nu împiedică utilizarea Bibliei în arheologie, sub formă de izvor supus criticii, așa cum arheologii procedează cu oricare alt document .
Consensul istoricilor este că israeliții antici nu au intrat în Canaan dinafara lui și nu l-au cucerit într-o campanie militară.
„Există puține lucruri pe care le putem salva din poveștile lui Iosua despre distrugerea rapidă, în totalitate, a orașelor canaanite și anihilarea populației locale. Pur și simplu nu s-a întâmplat; dovezile arheologice sunt incontestabile.”Aceasta este judecata unuia dintre cei mai conservatori istorici ai Israelului antic. Cu siguranță, există istorici mult mai conservatori care încearcă să apere istoricitatea întregii relatări biblice începând cu Avraam, dar munca lor se bazează pe presupoziții confesionale și este un exercițiu de apologetică mai degrabă decât de istoriografie. Majoritatea savanților biblici s-au împăcat cu faptul că o mare parte (nu toată!) din narațiunea biblică este doar vag legată de istorie și nu poate fi verificată.— John J. Collins
Mai recent, Lorenzo Nigro de la Expediția italo-palestiniană la Tell es-Sultan a susținut că a existat un fel de așezare în acest loc în timpul secolelor al XIV-lea și al XIII-lea î.Hr. El afirmă că expediția a detectat straturi de epocă de bronz târziu II în mai multe părți ale tellului, deși straturile sale superioare au fost puternic tăiate de operațiunile de nivelare în timpul epocii fierului, ceea ce explică lipsa materialelor din secolul al XIII-lea. Nigro respinge ideea că aceste descoperiri dau crezare narațiunii biblice despre cucerirea Canaanului de către Iosua.
Conform lui Nigro, Ierihonul avea înainte de 1200 î.Hr. un guvernator egiptean (Ierihonul era supus Egiptului).

## Conținut
De obicei cartea este împărțită în trei părți:
1. Cucerirea Canaanului (1-12)
2. Împărțirea teritoriului între cele douăsprezece triburi (13-22)
3. Discursul de adio al lui Iosua (23-24)

## SCHIȚA CĂRȚII
I. INTRAREA ÎN CANAAN 1:1-5:12
a. Dumnezeu îi vorbește lui Iosua, 1:1-9
b. Iosua vorbește poporului, 1:10-15
c. Poporul făgăduiește ascultare, 1:16-18
d. Iscodirea Ierihonului, Rahav, 2:1-24
e. Trecerea tordanului, 3:1-17
f. Pietre de aducere aminte, 4:1-24
g. Tăierea împrejur, 5:1-8
h. Roadele țării, mana încetează, 5:9-12
II. CUCERIREA ȚĂRII 5:13-12:24
a. Căpetenia oștirii Domnului, 5:13-15
b. Cucerirea Ierihonului, 6:1-27
c. Nelegiuirea lui Acan, 7:1-26
d. Luarea cetății Ai, 8:1-29
e. Altarul de pe muntele Ebal, 8:30-35
CAMPANIA SUDICĂ
a. Regii țării se unesc 9:1 -2
b. Viclenia Gabaoniților, 9:3-27
c. Marea luptă de la Gabaon, 10:1-11
d. Soarele și luna se opresc, 10:12-15
e. Uciderea celor cinci regi, 10:16-27
f. Alte izbînzi ale lui Iosua, 10:28-43
CAMPANIA NORDICĂ
a. Marea bătălie de la apele Meron, 11:1-15
b. Cuceririle lui Iosua, 11:16-12:24
III. ÎMPĂRȚIREA ȚĂRII 13-24
a. Teritorii necucerite, 13:1-7
b. Împărțirea Transiordaniei, 13:8-33
ÎMPĂRȚIREA CANAANULUI
a. Ținutul seminției lui Iuda, 14:1-15:63
b. Ținutul seminției lui Beniamin, 16:1-10
c. Ținutul seminției lui Manase, 17:1-18
d. Măsurarea teritoriului rămas, 18:1-10
e. Ținutul lui Beniamin, 18:11-28
f. Ținutul lui Simeon, 19:1-9
g. Ținutul lui Zabulon, 19:10-16
h. Ținutul lui Isahar, 19:17-23
i. Ținutul lui Așer, 19:24-31
î. Ținutul lui Neftali, 19:32-39
j. Ținutul lui Dan, 19:40-48
k Partea lui Iosua, 19:49-51
l. Cetățile de scăpare, 20:1-9
m. Cetățile Leviților, 21:1-45
n. Semințiile din Transiordania, 22:1-34
o. Ultimele cuvinte ale lui Iosua, 23:1-16
p. Ultima adunare, 24:1-28
r. Moartea lui Iosua, 24:29-33